# Landschaftsschutzgebiet Hamecketal
Das Landschaftsschutzgebiet Hamecketal ein 6,13 ha großes Landschaftsschutzgebiet (LSG) nördlich von Marsberg. Das Gebiet wurde 2008 mit dem Landschaftsplan Marsberg durch den Kreistag des Hochsauerlandkreises ausgewiesen. Es grenzt im Süden direkt an den Siedlungsbereich von Marsberg.

## Beschreibung
Beim Landschaftsschutzgebiet Hamecketal handelt es sich um den Bach Hamecke und die Flussaue. Im LSG liegt der Zusammenfluss mehrerer steiler, bewaldeter Quell-Kerbtälchen mit dem Hameckebach. Im unteren Teil liegt ein schwächer geneigtes ausgeprägtes Sohltal. Der Hameckebach ist großenteils von 
bachbegleitenden lückigen Erlenwäldern und Feuchtgrünland begleitet. Der Bach hat einen naturnahen und teils mäandrierenden Verlauf mit Kiesbänken, Uferabbrüchen und Hochstaudenfluren. Im Nordteil des Gebietes standen bei Ausweisung Fichten, die laut Landschaftsplan entfernt werden sollten.

## Schutzzweck
Die Ausweisung erfolgte zur Erhaltung, Ergänzung und Optimierung eines Grünlandbiotop-Verbundsystems in den Talauen und der Magergrünland-Gesellschaften in den Naturschutzgebieten, damit Tiere und Pflanzen Wanderungs- und Ausbreitungsmöglichkeiten behalten, und dient dem Erhalt der Vorkommen geschützter Vogelarten sowie dem Schutz artenreicher Pflanzengesellschaften.

## Rechtliche Rahmen
Das Landschaftsschutzgebiet Hamecketal wurde als eines von 30 Landschaftsplangebieten vom Typ C, Wiesentäler und ornithologisch bedeutsames Offenland, ausgewiesen. Im Landschaftsplangebiet Marsberg gibt es auch drei Landschaftsschutzgebiete vom LSG Typ A, Allgemeiner Landschaftsschutz, wo unter anderem das Errichten von Bauten verboten ist, ferner 17 Landschaftsschutzgebiete vom LSG Typ B, Ortsrandlagen und Landschaftscharakter, wo zusätzlich Erstaufforstungen und auch die Neuanlage von Weihnachtsbaumkulturen, Schmuckreisig- und Baumschulkulturen verboten sind. Wie in den anderen 29 Landschaftsschutzgebieten vom Typ C im Landschaftsplangebiet Marsberg besteht im Landschaftsschutzgebiet Hamecketal zusätzlich ein Umwandlungsverbot von Grünland und Grünlandbrachen in Acker oder andere Nutzungsformen. Eine maximal zweijährige Ackernutzung innerhalb von zwölf Jahren ist erlaubt, falls damit die Erneuerung der Grasnarbe vorbereitet wird. Dies gilt als erweiterter Pflegeumbruch. Beim erweiterten Pflegeumbruch muss ein Mindestabstand von 5 m vom Mittelwasserbett eingehalten werden.